# アイヒャッハ
アイヒャッハ（ドイツ語: Aichach, ドイツ語発音: [ˈa‿içax]）は、ドイツ連邦共和国バイエルン州シュヴァーベン行政管区のアイヒャッハ＝フリートベルク郡の郡庁所在都市である。

## 地理
アイヒャッハはアウクスブルク地方、パール川の畔に位置する。

### 市の構成
本市は、公式には40の地区 (Ort) からなる。このうち小集落や孤立農場などを除く集落を以下に列記する。
| - アイヒャッハ - アルガーツハウゼン - エックナッハ - エーデンリート - ガレンバッハ - グリースベッカーツェル - ヒースリング | - ホーフガルテン - クリンゲン - オーバーベルンバッハ - オーバーマウアーバッハ - オーバーシュナイトバッハ - オーバーヴィッテルスバッハ | - ズルツバッハ - ウンターグリースバッハ - ウンターマウアーバッハ - ウンターシュナイトバッハ - ウンターヴィッテルスバッハ - ヴァルヒスホーフェン |

## 歴史
アイヒャッハはほぼ1000年の歴史を有する都市である。11世紀後半（1078年以前）に初めてアイヒャッハの教会が、アウクスブルクの聖ウルリヒ・聖アフラ修道院の編年体のメモに記録されている。定住が始まったのはそれよりもずっと古い。1250年にアイヒャッハのドイツ騎士団の主導的家門としてコムトゥア家の名前が記録されている。アイヒャッハは1384年までドイツ騎士団の司令部所在地であった。その後この騎士団司令部はブルメンタールに移り、1806年まで存続した。1347年に皇帝ルートヴィヒ4世は、アイヒャッハに対してミュンヘンが有すると同様の都市としての諸権利を授けた („unser Statt Aychach [...] allw die Recht [...] die unser Statt due die Burger ze Munichen [...] habent“)。
1634年、アイヒャッハは包囲戦の後、完全に焼き払われた。三十年戦争では、その経過に従い何度も軍隊が行き来をし、アウクスブルクからレーゲンスブルクへの街道沿いにあるこの街をひどく疲弊させた。スウェーデン軍の将軍グスタフ・ホルンは、皇帝軍のアルトリンゲンおよびジャン・ヴァン・ヴェルトと戦った。1704年にはスペイン継承戦争によりイギリス、オランダ、スペインの軍勢がアイヒャッハに襲来し、公の城は破壊された。1796年にフランスとオーストリアの軍勢が、それぞれの戦況に応じてこの街を通って往来し、アイヒャッハの市民や近隣の住民を苦しめた。ビール醸造家レンツ・アロイス・ゲルンハウザーのシュタットプラッツ沿いの旅館には、フランスの将軍であるサン＝シールやコサック指導者のリムスキー＝コルサコフらが逗留した。アイヒャッハ市は1800年までにはバイエルン選帝侯領の保護領となり、ミュンヘン会計局に属した。アイヒャッハには一定のかなり大幅な自治権を有する都市裁判所が置かれた。1862年からは、後のアイヒャッハ郡の前身となるアイヒャッハ地方管区 (Bezirkamt) が設けられた。アイヒャッハ郡は、1972年にフリートベルク郡およびその他の郡のいくつかの町村と合併し、暫定的にアウクスブルク＝オスト郡が形成された。この新しい郡はシュヴァーベン行政管区に属した。1973年に郡議会は、この郡の郡庁と郡議会をアイヒャッハに置くことと、この郡の名称を現在の「アイヒャッハ＝フリートベルク郡」と改名することを決定した。

### 人口推移
- 1970年 13,440人
- 1987年 16,202人
- 2000年 20,051人

## 行政
市長はクラウス・ハーバーマン (SPD) である。
市議会は第1市長と30人の議員で構成される。

### 紋章
図柄: 銀地に根を張った緑のオークの木、金色の実をつけている。
アイヒャッハの紋章は、オーク (Eiche ＝ アイヒェ) の木が描かれ、地口で街の名を示している。
この街の名前はもともと「オークの森の近くにある定住地」を意味している。

### 姉妹都市
- ブリックスレック（オーストリア、チロル州）
- シッファーシュタット（ドイツ、ラインラント＝プファルツ州）
- ゲデレー（ハンガリー）

水城があるアイヒャッハのウンターヴィッテルスバッハ区を起点、王城があるゲデレーを終点とするいわゆる「シシィ街道」は、オーストリア皇后でハンガリー王妃のエリーザベトの人生をたどる道である。

## 文化と見所

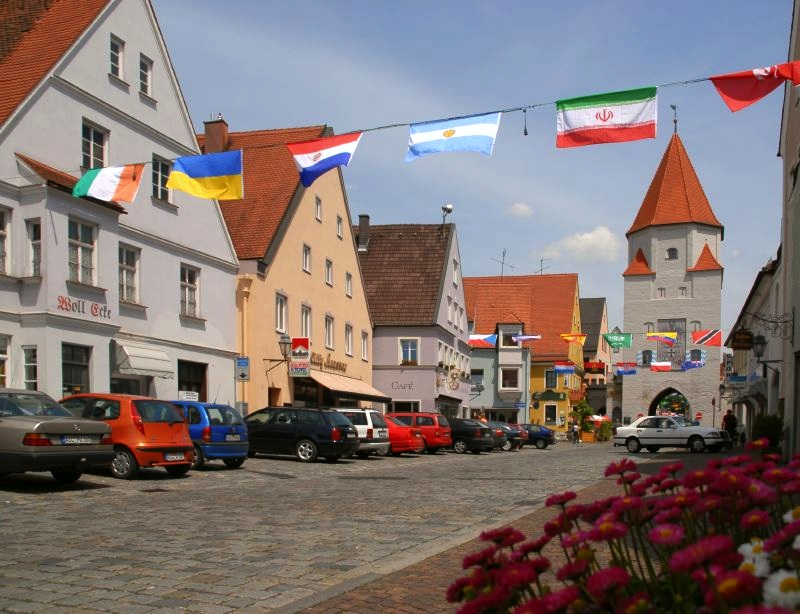
ヴィッテルスバッハ博物館となっている下の市門

### 博物館

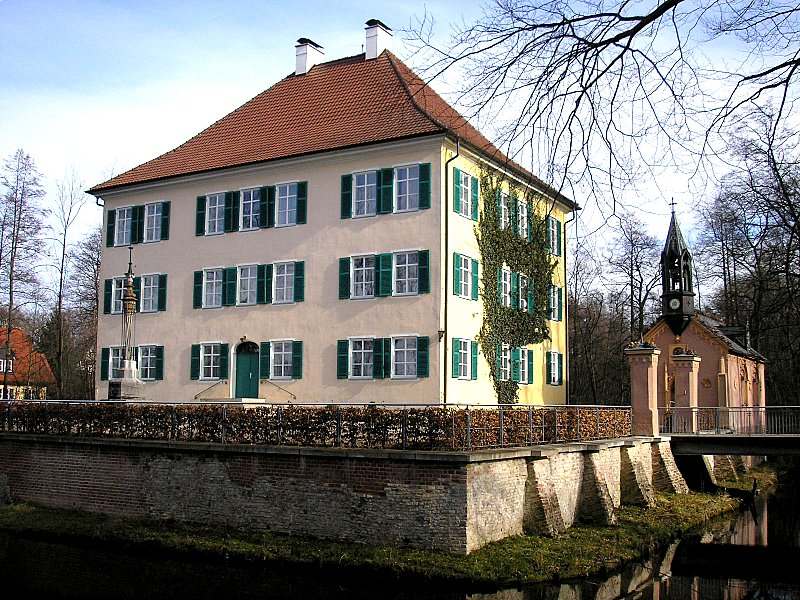
ウンターヴィッテルスバッハの水城

- ヴィッテルスバッハ博物館（下の市門内）
- アイヒャッハ市立博物館
- ウンターヴィッテルスバッハの水城

### 建築
- 後期ゴシック様式の教区教会、内装は1907年頃のもので、ミュンヘンの建築家リヒャルト・ベルンドル、画家の G.クレム、彫刻家ヤーコプ・ブラドルによる。
- 聖霊病院
- ウンターヴィッテルスバッハの水城
- ヴィッテルスバッハ城砦
- ウンターヴィッテルスバッハ城
- 市壁や市門が一部遺る歴史的旧市街
- アイヒャッハ刑務所、バイエルンで唯一の女性刑務所

### その他の見所
- ブルーメンタール城

## 経済と社会資本

### 交通
アウクスブルクおよびインゴルシュタットへは鉄道が結んでいる。

### 公共機関
- アイヒャッハ区裁判所
- アイヒャッハ職業安定所
- 営林署
- 保健所
- 刑務所
- アイヒャッハ＝フリートベルク郡郡庁
- アイヒャッハ市立図書館
- 土地登記所
- 州の獣医局
- 水力発電所

### 余暇・スポーツ施設
- アイヒャッハ屋外プール
- アイヒャッハ室内プール
- アイヒャッハ青少年センター
- 郡立スタジアム
- アイヒャッハ・テニスクラブ

### メディア
アイヒャッハの日刊紙には以下のものがある。
- アイヒャッハー・ツァイトゥング（Mayer & Söhne Druck- und Mediengruppe GmbH 発刊）: 非定期購読者は水曜日と土曜日に無料の週刊紙アイヒャッハー・アンツァイガーを手にする。
- アイヒャッハー・ナハリヒテン（アウクスブルガー・アルゲマイネの地方版、Presse-Druck- und Verlags-GmbH Augsburg が発刊している。）

アイヒャッハには2つのラジオ放送局がある。ヒットラジオ.rt1 と ラジオ・ファンタジーである。

### 教育
- ルートヴィヒ・シュトイプ国民学校アイヒャッハ（基礎課程学校）
- アイヒャッハ＝ノルト基礎課程学校
- エリーザベト・シューレ（研究センター、研究の重点は精神発育である）
- エディト・シュタイン・シューレ（研究センター、研究の重点は教育、言語、感情発育である）
- ショル姉妹・本課程学校アイヒャッハ
- ヴィッテルスバッハ実科学校
- ドイチュヘルン・ギムナジウム・アイヒャッハ
- 病人看護のための職業専門学校
- アイヒャッハ＝フリートベルク国民大学e.V.

## 人物

### 出身者
- マティアス・グライター（1495年頃 - 1550年）カントル、作曲家
- ヴィンツェンツ・ミュラー（1894年 - 1961年）軍人。第三帝国時代は陸軍中将歩兵師団長、ドイツ民主共和国では国防省参謀長を務めた。

### ゆかりの人物
- フェーラ・ブリューネ（1910年 - 2001年）1962年4月25日にミュンヘンの医師オットー・プラウンとその愛人を殺害したとしてこの地の刑務所に収監された。
- イングリート・ヴァン・ベルゲン（1931年 - ）女優。激情に駆られ配偶者を射殺した。
- ブリギッテ・モーンハウプト（1949年 - ）ドイツ赤軍のテロリスト。彼女は2007年3月25日まで24年間、この地の刑務所で服役していた。その後仮釈放で出所している。

この3人はアイヒャッハ女子刑務所の最も有名な囚人である。
- フェルディナント・フォン・ミュラー（1813年 - 1887年）鋳造工。アイヒャッハ出身の家系に生まれた。

## 引用
1. ↑  https://www.statistikdaten.bayern.de/genesis/online?operation=result&code=12411-003r&leerzeilen=false&language=de Genesis-Online-Datenbank des Bayerischen Landesamtes für Statistik Tabelle 12411-003r Fortschreibung des Bevölkerungsstandes: Gemeinden, Stichtag (Einwohnerzahlen auf Grundlage des Zensus 2011)
2. ↑  Max Mangold, ed (2005). Duden, Aussprachewörterbuch (6 ed.). Dudenverl. p. 140. ISBN 978-3-411-04066-7
3. ↑  Bayerische Landesbibliothek Online